# Paul Bertheau
Paul Ludwig Eduard Bertheau (* 7. Mai 1873 in Göttingen; † 23. März 1956 in Korntal) war ein deutscher Ingenieur. Er leitete bis zu seiner Pensionierung im Mai 1938 das in eine Reichsbehörde umgewandelte Deutsche Arbeitsschutzmuseum in Berlin.

## Leben
Nach einem Chemie- und Ingenieurstudium u. a. an der Universität Göttingen war Paul Bertheau als Militäringenieur in der Pulverfabrik in Hanau und später in Straßburg und Göttingen tätig, bevor er in Berlin Leiter der Abteilung für Arbeitsschutz wurde.
Als 1930 das Museum in eine Reichsbehörde umgewandelt und dem Reichsarbeitsministerium unterstellt wurde, erhielt er deren Leitung übertragen und wurde als Oberregierungsrat am 15. Juli 1930 in die Reichsbesoldungsgruppe A eingeordnet. Mit Ablauf des Monats Mai 1938 trat er als Oberregierungsrat und Leiter des Deutschen Arbeitsschutzmuseum in den Ruhestand.
Am 6. Juni 1900 heiratete er in Berlin Henriette Margarete Eva Pauline Harrassowitz (1874–1930). Er gehörte dem Verein Deutscher Ingenieure (VDI) und dem Elsaß-Lothringer Bezirksverein des VDI an.

## Schriften (Auswahl)
- 25 Jahre Deutsches Arbeitsschutz-Museum 1903–1928. W. Büxenstein, Berlin 1928.
- Die Abteilung Gewerbehygiene im deutschen Arbeitsschutz-Museum, Berlin-Charlottenburg, Frauenhoferstraße 11/12. W. Büxenstein, Berlin 1929.
- mit Heinrich Reimann: Das Lehrbergwerk im deutschen Arbeitsschutz-Museum, Berlin-Charlottenburg. W. Büxenstein, Berlin, 1929.
- Der menschliche Faktor in der Industrie. IVe Congrès intern. de l'organisation scientifique du travail, Paris 1929.
- Das Deutsche Arbeitsschutzmuseum. In: Der Deutsche Verwaltungsbeamte. Berlin 1935, Nr. 19.